# لدي حق في رأيي
يحقُّ لي رأيي أو لديَّ حقٌّ في رأيي (I'm entitled to my opinion)، هي مغالطة منطقية تُستخدم لمعارضة أي رأي أو مفهوم بحجة أنَّه يحق للشخص أن يكون له رأيه الخاص، غالباً ما يتمُّ تقديم هذه المغالطة تحت عنوان «لنتفق على أن نختلف».
سواءٌ كان الشخص يتمتع بحق معين أو حرية معينة فهذا الأمر ليس له أي صلة فيما إذا كان رأيه أو موقفه صحيحاً أو لا، لأن إثبات صحة رأي معين يعتمد على تقديم مبررات ودلائل كافية لدعمه. وكان الفيلسوف باتريك ستوكس قد وصف عبارة لديَّ حقٌّ في رأيي بأنها إشكالية لأنها تستخدم غالباً للدفاع عن الآراء والمواقف التي لا يمكن الدفاع عنها في الواقع بطريقة منطقية صحيحة، وقد تستخدم هذه المغالطة أحياناً لخلق مساواة عند النقاش في قضية لا يتمتع فيها سوى أحد الطرفين بالخبرة المطلوبة.

## مغالطات مشابهة
من المغالطة المنطقية المشابهة لمغالطة لدي حق في رأيي مغالطة الرنجة الحمراء Red herring، وهي مغالطة صاغها المفكر الإنجليزي ويليام كوبيت من خلال استخدامه للتشبيه التالي: تستخدم الرنجة الحمراء وهي سمكة ذات رائحة قوية للفت انتباه كلاب الصيد وإبعادها عن مطاردة الأرانب البرية، في حقيقة الأمر لا توجد سمكة بهذه المواصفات وإنَّما هي سمكة مجازية أو تخيليَّة اقترحها كوبيت تكون مُدخنة بكثافة أو معالجة بمواد ذات رائحة نافذة جداً تستخدم من أجل تدريب كلاب الصيد على تمييز الروائح وتتبعها، ولم يكن كوبيت أول من استخدم هذا الوصف أو عبَّر عن هذه المغالطة ولكنَّه هو المسؤول الأساسي عن شيوع استخدامه بفضل كتاباته.
تتمثل مغالطة الرنجة الحمراء بعرض آراء أو موضوعات ثانوية لتشتيت انتباه الطرف الآخر عن لب الموضوع الاصلي، ويمكن استخدامها كأداة أدبية بهدف توجيه القارئ أو الجمهور إلى نتيجة زائفة، حتى أنَّها تُستخدم أحياناً بصورة مقصودة كما في أدب الغموض أو كجزء من الاستراتيجيات الخطابية السياسية.
لا يمكن القول بصورة عامة أنَّ كلَّ تحوُّل عن الموضوع الأساسي للنقاش هو مغالطة منطقية، ففي بعض الأحيان يكون من الضروري توضيح موقفنا من أمور أكثر أهميَّة وجوهرية من الموضوع الذي تتمُّ مناقشته، ويبدو ذلك واضحاً في كتاب الجمهورية الشهير للفيلسوف اليوناني أفلاطون فهو يحوِّل النقاش من المسائل الفرعية إلى مفاهيم العدالة والحكومة والسلطة والتي تمثِّل لبَّ الكتاب وجوهره، لأنه لا يمكن حسم تلك المسائل الفرعية إلا بعد الوصول لرأي عام في المسائل الجوهريَّة الأساسية، على العكس من ذلك تماماً عند استعمال مغالطة الرنجة الحمراء فإنَّ النقاش لا يسير وفق هذا الأسلوب، فالموضوع الذي يتمُّ طرحه للابتعاد عن الموضوع الرئيسي للنقاش ليس أكثر محوريَّة أو أهمية منه ولكنه يبدو أكثر بريقاً وجاذبية فقط، ولا يكون الهدف من الابتعاد عن الموضوع الرئيسي الوصول لمزيد من الأفكار والحقائق بل تشتيت التركيز عن السؤال الأصلي المطروح فقط.